# Philippe Brizard (acteur)
Pour les articles homonymes, voir Philippe Brizard et Brizard.
Philippe Brizard, né le 28 août 1933 à Dieppe (Seine-Maritime) et mort le 20 février 2021 à Paris, est un acteur français.

## Théâtre
- 1964 : La Tragédie de la vengeance d'après Cyril Tourneur, mise en scène Francis Morane et Jean Serge, Théâtre Sarah-Bernhardt
- 1967 - Gisèle ou La mort du président,  de Bernard Da Costa, mise en scène Pierre Spivakoff Café Vivienne (2 rue Vivienne)
- 1982 : Coup de soleil de Marcel Mithois, mise en scène Jacques Rosny, Théâtre Antoine
- 1986 : N'écoutez pas Mesdames de Sacha Guitry, mise en scène Pierre Mondy, Théâtre du Palais-Royal
- 1989 : Les Caprices de Marianne d'Alfred de Musset, mise en scène Bernard Murat, Théâtre Montparnasse
- 1991 : Loire de André Obey, mise en scène Jean-Paul Lucet, Théâtre des Célestins
- 1994 : Bobosse d'André Roussin, mise en scène Stéphane Hillel, Théâtre de la Michodière
- 1995 : Arsenic et vieilles dentelles de Joseph Kesselring, mise en scène Jacques Rosny, Théâtre de la Madeleine
- 2002 : Le Dindon de Georges Feydeau, mise en scène Francis Perrin, Théâtre des Bouffes-Parisiens

## Filmographie

### Cinéma
- 1963 : Les Vierges de Jean-Pierre Mocky
- 1964 : Les Gros Bras de Francis Rigaud : le douanier
- 1964 : Cent briques et des tuiles de Pierre Grimblat : Zecca
- 1966 : L'Horizon de Jacques Rouffio : Pernon
- 1967 : Les Compagnons de la marguerite, de Jean-Pierre Mocky : Me Castard
- 1968 : La Grande Lessive (!) de Jean-Pierre Mocky : le réparateur
- 1968 : Salut Berthe ! de Guy Lefranc
- 1969 : L'Étalon de Jean-Pierre Mocky : Leplanchet, le cocu joueur de boules
- 1969 : Dernier Domicile connu de José Giovanni : le chauffeur de taxi
- 1971 : Un aller simple de José Giovanni : le gardien de prison
- 1971 : Avoir vingt ans dans les Aurès de René Vautier : la Marie
- 1972 : La Scoumoune de José Giovanni : Fanfan
- 1974 : France société anonyme d'Alain Corneau : l'homme à la douane
- 1974 : Le Trio infernal de Francis Girod : Chambon
- 1974 : Le Fantôme de la liberté de Luis Buñuel : le barman
- 1975 : French Connection 2 ((The French Connection II) de John Frankenheimer : le chauffeur de taxi
- 1975 : C'est dur pour tout le monde de Christian Gion : Gauthier
- 1975 : L'Incorrigible de Philippe de Broca : l'expert en tableaux
- 1975 : Cours après moi que je t'attrape de Robert Pouret
- 1975 : Les Loulous de Patrick Cabouat
- 1976 : René la Canne de Francis Girod
- 1976 : Monsieur Klein de Joseph Losey : un agent
- 1976 : L'Hippopotamours  de Christian Fuin : le VRP
- 1976 : Le Diable dans la boîte de Pierre Lary
- 1976 : Le Juge Fayard dit « le Shériff » d'Yves Boisset : le directeur de la prison
- 1976 : Violette et François de Jacques Rouffio
- 1977 : Et vive la liberté ! de Serge Korber : Léon
- 1977 : L'État sauvage de Francis Girod : Paul
- 1978 : Les Ringards de Robert Pouret : un joueur de cartes
- 1979 : L'école est finie d'Olivier Nolin
- 1979 : Rien ne va plus de Jean-Michel Ribes
- 1979 : La Femme flic d'Yves Boisset : juge d'instruction dans le Midi
- 1980 : On a volé la cuisse de Jupiter de Philippe de Broca : le touriste français
- 1980 : La Banquière de Francis Girod : Chériaux
- 1980 : Asphalte de Denis Amar : Jules Giroux
- 1980 : Les Surdoués de la première compagnie de Michel Gérard : adjudant-chef Colin
- 1981 : La Soupe aux choux : Le facteur
- 1982 : Tête à claques de Francis Perrin : gardien de prison
- 1982 : Espion, lève-toi d'Yves Boisset : le collaborateur de Grenier
- 1982 : Le Grand Frère de Francis Girod : le conseiller
- 1983 : Le Bâtard de Bertrand Van Effenterre : l'ingénieur radio
- 1983 : Le Bon Plaisir de Francis Girod
- 1985 : La Gitane de Philippe de Broca : un banquier
- 1986 : Le Débutant : Moretti, l'appariteur
- 1986 : Le Feu rouge pépé de Philippe Vergeot (court-métrage)
- 1987 : L'Enfance de l'art de Francis Girod
- 1988 : La Petite Amie de Luc Béraud : l'hôtelier
- 1990 : Le Jeu du renard d'Anne Caprile : réalisateur radio RTL
- 2000 : Le Roi danse de Gérard Corbiau : le prêtre

### Télévision
- 1967 : Les Habits noirs (roman de Paul Féval), feuilleton télévisé de René Lucot : Le gendarme belge
- 1968 : Les Compagnons de Baal, série télévisée : l'officier de gendarmerie
- 1974 : Les Faucheurs de marguerites : Archdeacon
- 1979 : Les Trois Mousquetaires ou l'Escrime ne paie pas, téléfilm : le mousquetaire bègue, M. de la Porte, M. Bonacieux, Séguier, de Wardes
- 1979 : Les Yeux bleus, série télévisée : Raymond Lagrement
- 1980 : Petit déjeuner compris - Feuilleton en 6 épisodes de 52 min - de Michel Berny : M. Vendroux
- 1979 : Médecins de nuit de Bruno Gantillon, épisode : Léone (série télévisée) : M. Albouy
- 1980 : L'Aéropostale, courrier du ciel série télévisée : Pierre Larcher
- 1981 : Julien, série télévisée d'Emmanuel Fonlladosa ( La vie des autres : Queillot)
- 1981 : Histoire contemporaine, série télévisée : Mazure
- 1982 : Merci Bernard, série télévisée de Jean Michel Ribes : divers personnages
- 1982 : The Facts of Life goes to Paris, téléfilm : le libraire
- 1982 : La Dame de cœur, téléfilm : Carnave
- 1983 : Merci Sylvestre, série télévisée (épisode La call-girl : Smith
- 1984 : Coup de soleil, pièce de théâtre télévisée : Carmarec
- 1985 : Hôtel de Police (série télévisée)
- 1987 : Studio follies, série télévisée : Bertini
- 1988 : Sueurs froides, série télévisée (épisode Dernier week-end : Étienne Bolbec
- 1989 : V comme vengeance, série télévisée (épisode Un amour tardif : Jasmin)
- 1992 : Le Miel et les Abeilles, série télévisée : Emile
- 1993 : L'Affaire Seznec, d'Yves Boisset : l'assureur Morlaix
- 1994 : Balle perdue, téléfilm
- 1998 : Commissaire Moulin, série télévisée (épisode 36 quai des ombres Claude Morales)
- 1999 : H, série télévisée (épisode Une histoire de vacances)
- 2007 : Famille d'accueil, série télévisée